# JUNG YONG HWA LIVE 'ALL-ROUNDER'
《JUNG YONG HWA LIVE 'ALL-ROUNDER'》是韓國男歌手鄭容和的第八次個人演唱會，為亞洲巡迴演出。

## 概要
2023年4月7日，FNC官方公佈鄭容和將於臺灣、香港舉行2023 JUNG YONG HWA LIVE 'ALL-ROUNDER’ ASIA TOUR。

## 場次
| 年份   | 舉行日期 | 國家/地區 | 城市 | 舉行地點                | 來源 |
| ------ | -------- | --------- | ---- | ----------------------- | ---- |
| 2023年 | 5月27日  |           | 首爾 | 慶熙大學和平殿堂        |      |
| 2023年 | 5月28日  |           | 首爾 | 慶熙大學和平殿堂        |      |
| 2023年 | 6月10日  | 臺灣      | 臺北 | 台北國際會議中心(TICC)  |      |
| 2023年 | 7月1日   | 香港      | 香港 | AsiaWorld-Expo, HALL 10 |      |
| 2023年 | 7月30日  | 泰國      | 曼谷 | UNION HALL, UNION MALL  |      |

## 製作單位

### 首爾站
- 活動日期： 2023年5月27日（週六）下午6點（當地時間） 2023年5月28日（週日）下午5點（當地時間）
- 演出地點：慶熙大學和平殿堂
- 主辦單位：FNC ENTERTAINMENT

### 臺北站
- 活動日期：2023年6月10日（週六）
- 演出時間：下午6點（當地時間）
- 演出地點：台北國際會議中心 TICC
- 主辦單位[6]：華藝娛樂股份有限公司

### 香港站
- 活動日期：2023年7月1日（週六）
- 演出時間：下午7點（當地時間）
- 演出地點：亞洲國際博覽館10號展館
- 主辦單位[7]：瘋潮娛樂Hit Maker、優勢力娛樂UFORCE

- 聯合主辦單位：一鳴娛樂MB GROUP

## 外部連結
- 2023 JUNG YONG HWA LIVE ‘ALL-ROUNDER’ FNC 官方詳情（页面存档备份，存于）